# Gonade
De gonaden of geslachtsklieren zijn bij dieren de organen die de geslachtscellen vormen. Bij mannelijke dieren zijn dit de testes (of zaadballen) en bij vrouwelijke dieren de ovaria (of eierstokken).

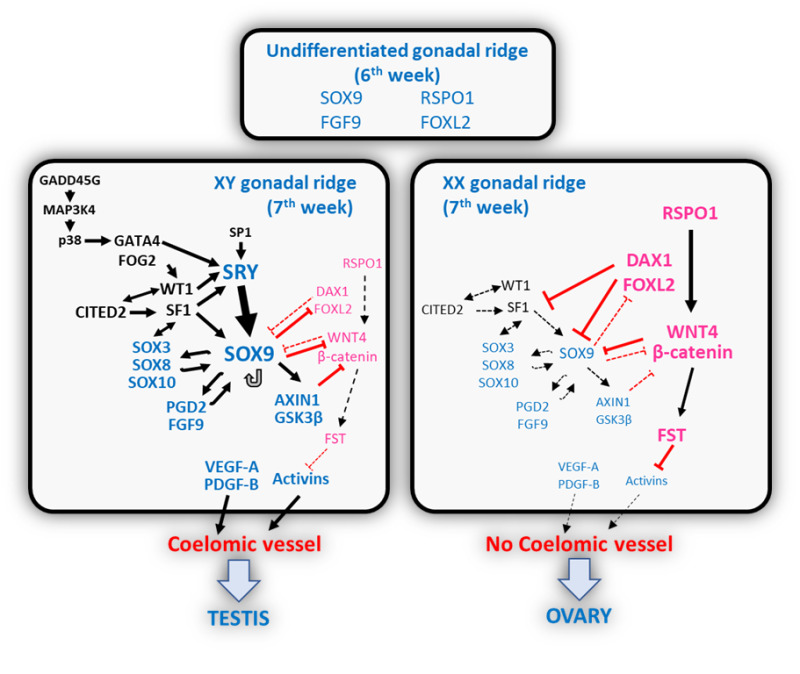
In de zevende week ontwikkelen zich uit de bipotentiële gonadale richel via een complex genennetwerk de teelballen of de eierstokken

De geslachtsklieren scheiden hun afscheidingsproducten zowel intern als extern af. Ze behoren hiermee zowel tot het endocriene als het exocriene systeem. Bij de gonaden gaat het om geslachtshormonen (endocrien) en geslachtscellen (exocrien).

## Gonadotrope cel
De gonadotrope cellen zijn de endocriene cellen in de hypofysevoorkwab, die de gonadotropines produceren, zoals het follikelstimulerend hormoon (FSH) en luteïniserend hormoon (LH). De afgifte van FSH en LH door gonadotrope cellen wordt gereguleerd door het gonadotropine-releasing hormoon (GnRH) uit de hypothalamus.

## Aandoeningen
Enkele kenmerken bij aandoeningen aan de geslachtsklieren bij de mens:
- verandering van uiterlijke geslachtskenmerken (vervrouwelijking, vermannelijking of androgyne kenmerken)
- groeistoornissen
- vruchtbaarheidsstoornissen
- veranderd seksueel gedrag

## Fotogalerij
- Video van een vrouwelijk muisembryo gonade met de gangen van Wolff en de gangen van Müller

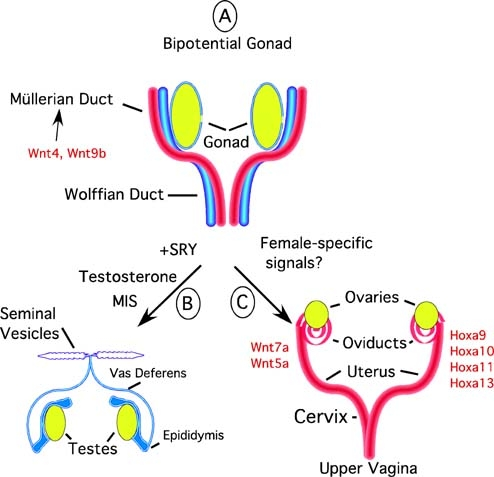
A. Voor de overgang van embryo naar foetus zijn de gonaden, gangen van Wolff (blauw) en gangen van Müller (rood) van de gonadale richel bipotentieel B. Bij aanwezigheid van een SRY-gen activeert deze SOX9 en differentiëren de gonaden van de teelballen die zowel het antimüllerseganghormoon (AMH) produceren om de gangen van Müller uit te schakelen als testosteron om de differentiatie van de gangen van Wolff te stimuleren C. In afwezigheid van SRY differentiëren in de regel de eierstokken zich, degenereren de gangen van Wolff en ontwikkelen de gangen van Müller zich tot een eenvoudige zuilvormige epitheelbuis die zich differentieert tot de eileiders, baarmoeder, baarmoederhals en het bovenste deel van de vagina
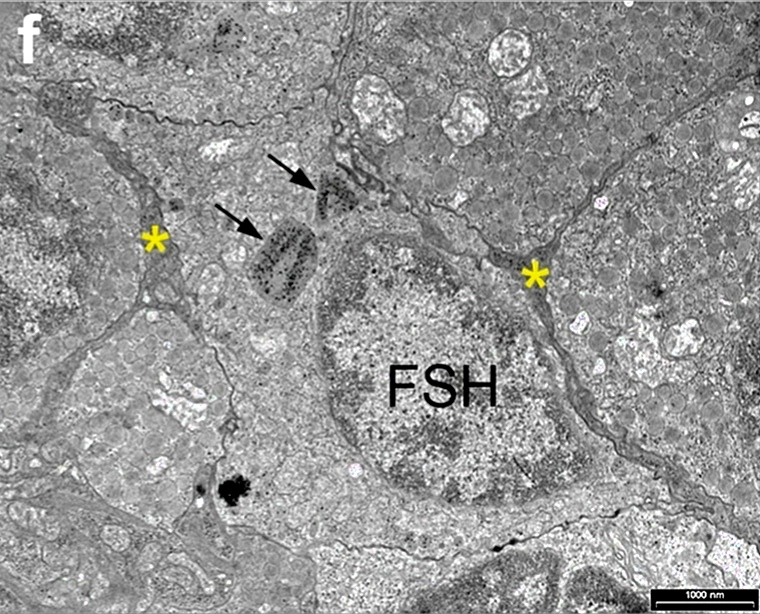
Gonadotrope cel. Cytoplasmatische processen van stellaatcellen (asterisk) kunnen rond een FSH-cel worden waargenomen. Zwarte pijlen geven onregelmatige massa's aan die sterk gekleurd zijn met tilapia-anti-FSH-antilichamen.
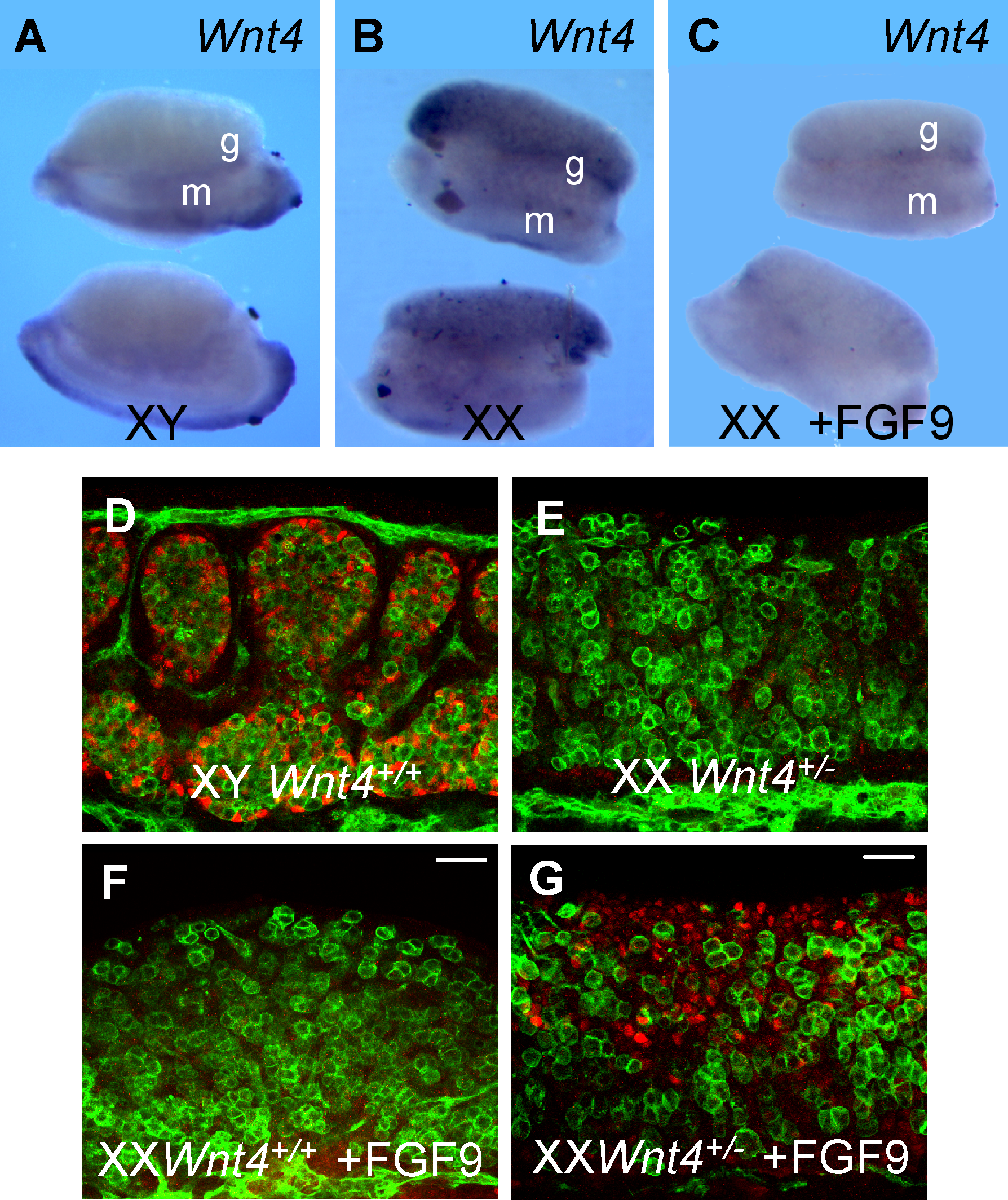
A, B en C: gonaden in vitro